# Vương tộc Barcelona
Nhà Barcelona (tiếng Tây Ban Nha: Casa de Barcelona; tiếng Anh: House of Barcelona) là một triều đại thời trung cổ, cai trị Bá quốc Barcelona liên tục từ năm 878 và Vương quyền Aragón từ năm 1137 (với tư cách là vua từ năm 1162) cho đến năm 1410. Họ xuất thân từ Bellonids, hậu duệ của Wifred Lông rậm. Họ thừa kế hầu hết các bá quốc của Catalan vào thế kỷ XIII và thành lập Thân vương quốc Catalunya, hợp nhất nó với Vương quốc Aragón thông qua hôn nhân và chinh phục nhiều vùng đất và vương quốc khác cho đến khi người đàn ông hợp pháp cuối cùng của nhánh chính qua đời Martin của Aragon, vào năm 1410. Các chi nhánh của vương tộc Barcelona tiếp tục cai trị Bá quốc Urgell (từ năm 992) và Gandia. Các nhánh vương triều cũng đã cai trị Bá quốc Osona không liên tục từ năm 878 đến năm 1111, Provence từ năm 1112 đến năm 1245, và Sicilia từ năm 1282 đến năm 1409. Theo Thỏa hiệp của Caspe năm 1412, Vương quyền Aragón được chuyển giao cho một nhánh của Vương tộc Trastámara, là hậu duệ của Eleanor xứ Aragon, Vương hậu của Castile, con gái của Vua Peter IV của Aragon.